# Cime d'Entrelor
Ne pas confondre avec la Tête d'Entrelor, un sommet de 2 580 mètres situé de l'autre côté du val d'Entrelor.
La cime d'Entrelor est un sommet des Alpes italiennes culminant à 3 430 mètres d'altitude en Vallée d'Aoste, dans le massif des Alpes grées qui surplombe le val du même nom.

## Géographie
Elle se trouve sur la ligne de crête séparant le val de Rhêmes du Valsavarenche et fait partie du massif de l'aiguille de la Grande Sassière et de la tête du Ruitor.
Elle offre une vue remarquable sur le massif du Grand-Paradis.

## Activités
Associée au pic de l'Aouillé et au mont Taou Blanc, elle constitue un circuit de randonnée de haute montagne.